# 齐迎
齐迎（1997年1月23日—），中国男子射击运动员，2022年亚洲运动会男子多向飞碟和男子多向飞碟团体金牌得主、2024年夏季奥林匹克运动会男子多向飞碟银牌得主，这也是中国在奥运会该项目的最好成绩。